# Neuradopsis
Neuradopsis é um género botânico pertencente à família Neuradaceae.
1. ↑  «Neuradopsis — World Flora Online». www.worldfloraonline.org. Consultado em 19 de agosto de 2020